# ادی کمپ (داکوتای جنوبی)
ادی کمپ، جنوب داکوتا (به انگلیسی: Addie Camp, South Dakota) یک سکونتگاه مسکونی در ایالات متحده آمریکا است که در داکوتای جنوبی واقع شده‌است.

## خصوصیات
ادی کمپ ۱٬۴۹۱ متر بالاتر از سطح دریا واقع شده‌است.